# Зацепская площадь
Заце́пская пло́щадь — площадь в центре Москвы в Замоскворечье на юге Павелецкой площади между Дубининской улицей и Стремянным переулком.

## История

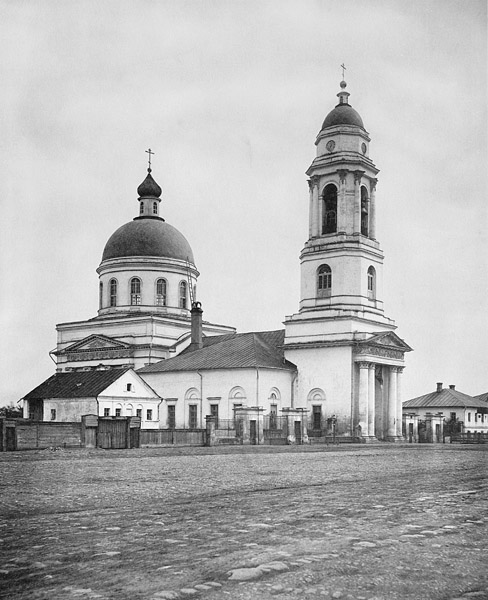
Площадь и храм Флора и Лавра на Зацепе, 1882 год.

Образовалась в XIX веке, получила название в связи с близостью к улице Зацепа, названной так по таможенной заставе для досмотра возов с товарами у бывших Коломенских ворот (с XVIII века).

## Описание
Зацепская площадь — одна из небольших площадей Москвы. Расположена фактически на Дубининской улице напротив храма Флора и Лавра на Зацепе. До начала 1990-х годов вокруг храма существовало трамвайное кольцо. С запада на неё выходит Стремянный переулок. Севернее расположен Павелецкий вокзал и Павелецкая площадь. Домов за площадью не числится.